# Gangeskanalen

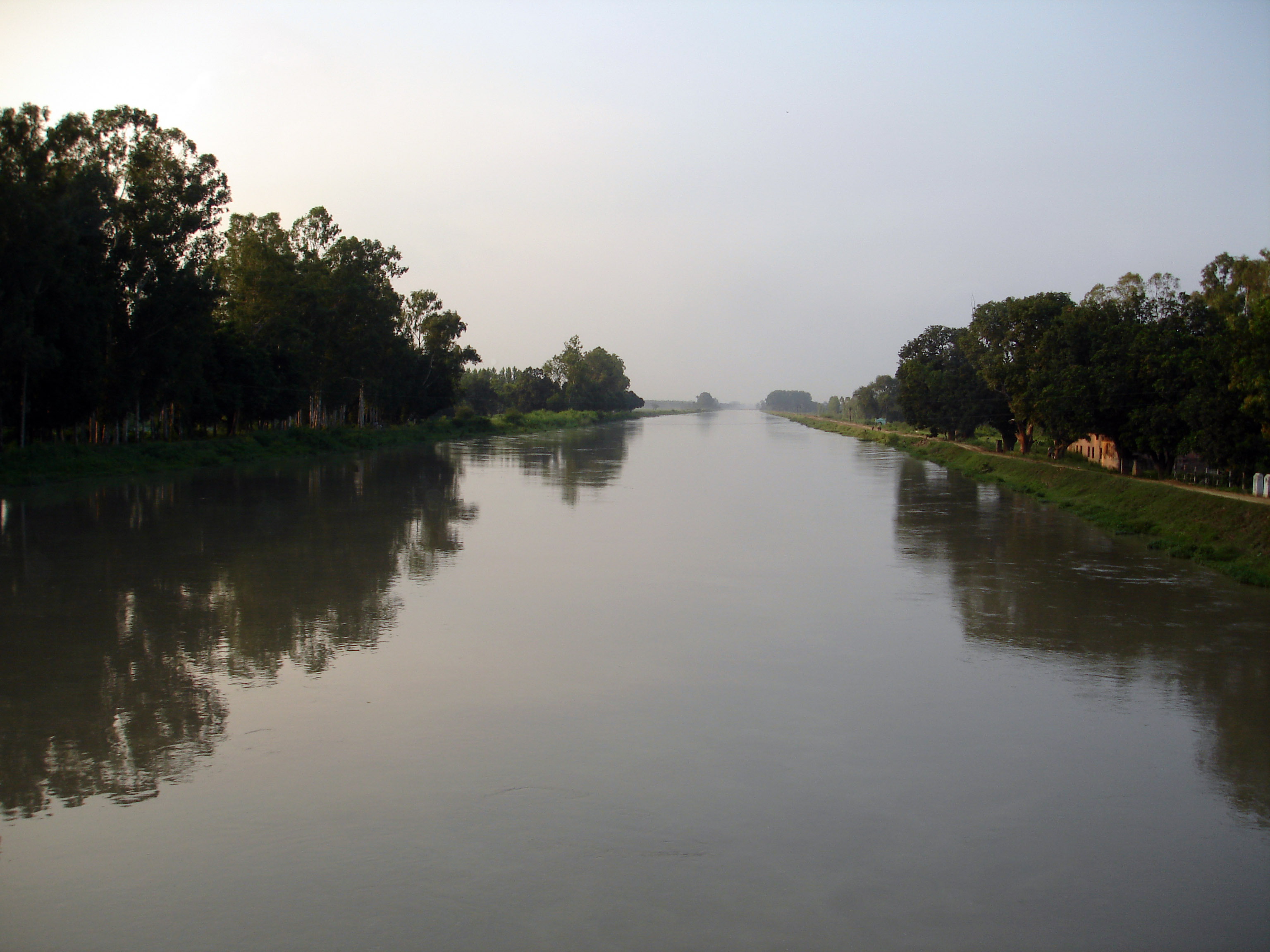
Gangeskanalen 2006.

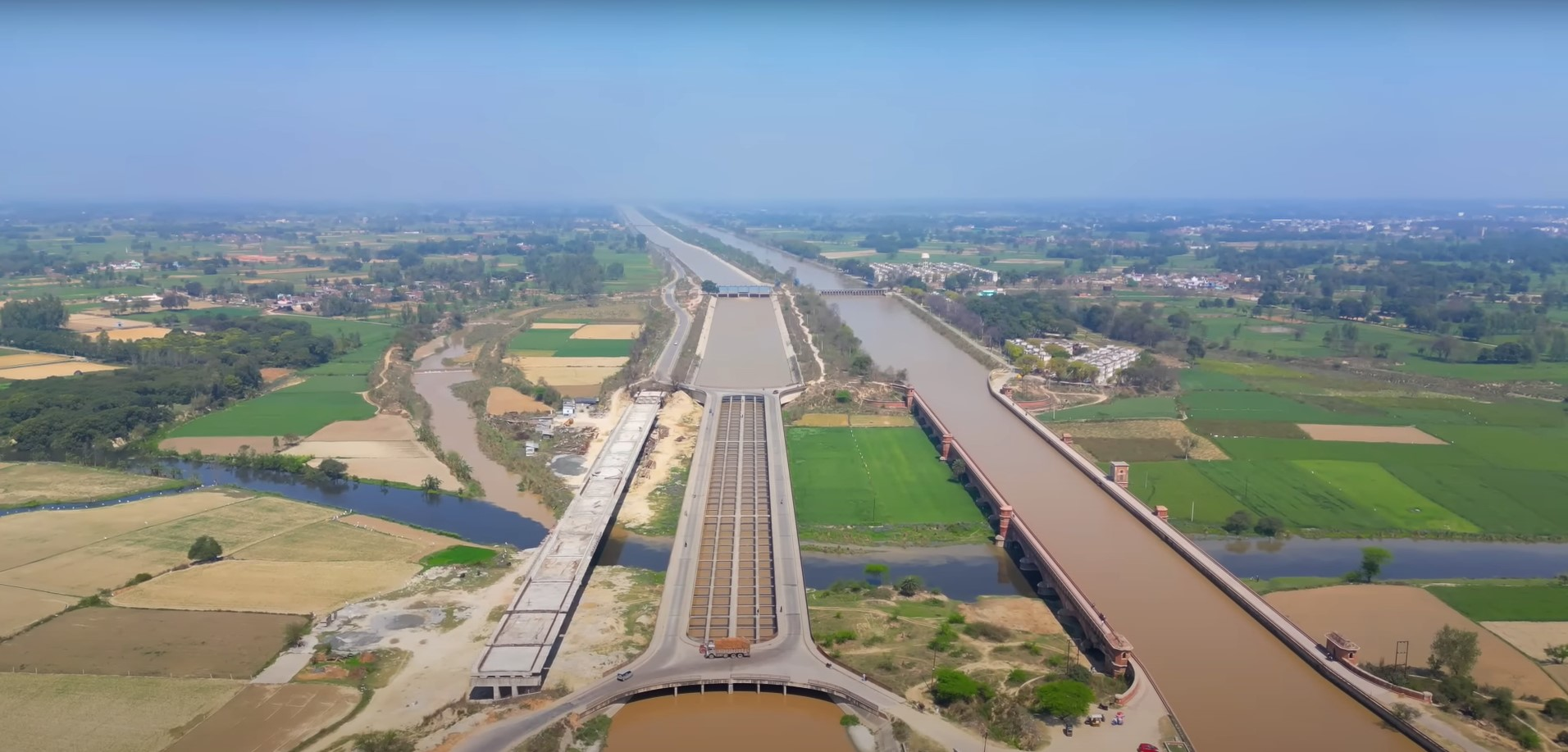
Solani Aquaduct - Gangeskanalen

Gangeskanalen är en kanal i Indien byggd av britterna i nuvarande Uttar Pradesh och fullbordad 1854. Hela kanalen är över 1 600 kilometer lång, varav omkring 650 kilometer kan trafikeras. Går emellan städerna Hardwar och Kanpur. Den del av kanalen som bevattnar södra Doab i Uttar Pradesh kallas Nedre Gangeska nålen.

## Etawahkanalen
Etawahkanalen är en kanal i Indien byggd av britterna vid staden Etawah, löpande från Gangeskanalen till Yamuna.